# Zhang Mingkun
Zhang Mingkun (* 20. Oktober 2000 in Zhuzhou) ist ein chinesischer Leichtathlet, der sich auf den Weitsprung spezialisiert hat. In dieser Disziplin wurde er 2024 Hallenasienmeister.

## Sportliche Laufbahn
Erste internationale Erfahrungen sammelte Zhang Mingkun im Jahr 2023, als er bei den Hallenasienmeisterschaften in Astana mit einer Weite von 7,92 m auf Anhieb die Bronzemedaille hinter dem Taiwaner Lin Yu-tang und Jeswin Aldrin aus Indien gewann. Auch bei den Freiluftmeisterschaften im Juli in Bangkok gewann er mit 8,08 m die Bronzemedaille hinter Lin und dem Inder Murali Sreeshankar. Anschließend schied er bei den Weltmeisterschaften in Budapest mit 7,97 m in der Qualifikationsrunde aus. Im Jahr darauf siegte er mit 7,97 m bei den Hallenasienmeisterschaften in Teheran. Im Mai siegte er mit 8,13 m beim Seiko Golden Grand Prix, ehe er im August bei den Olympischen Sommerspielen in Paris mit 8,07 m im Finale auf Rang sieben gelangte. 2025 siegte er mit 8,18 m bei der Xiamen Diamond League und belegte anschließend bei den Asienmeisterschaften in Gumi mit 8,05 m den vierten Platz. 